# Live USB

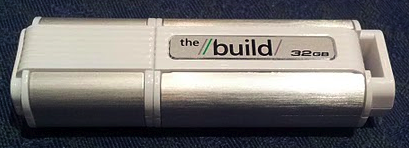
Disc USB arrancable Windows To Go

Live USB, en informàtica, és un dispositiu d'emmagatzematge massiu extraïble que conté un sistema operatiu sencer, el qual és capaç d'arrencar una computadora.

Se'n pot trobar amb diferents sistemes operatius, com ara Microsoft Windows (Windows To Go), GNU/Linux i Android, entre d'altres.